# Paul Scholes
Paul Scholes, född 16 november 1974 i Salford i Storbritannien, är en engelsk före detta professionell fotbollsspelare. Han spelade för det engelska klubblaget Manchester United som mittfältare och gjorde det hela sin karriär. Mellan 1997 och 2004 representerade han även Englands landslag och han deltog i VM 1998 och 2002 samt EM 2000 och 2004
Scholes spelade sin 600:e match för Manchester United den 22 april 2009 mot Portsmouth FC och blev därmed den fjärde spelaren att göra över 600 matcher för United. Han har under sin karriär i klubben bland annat vunnit Premier League 11 gånger, FA-cupen 3 gånger och Champions League 2 gånger, 99 och 08. Den 31 maj 2011 meddelade han att han avslutar spelarkarriären med omedelbar verkan.
Den 8 januari 2012 dök Paul Scholes upp i omklädningsrummet inför FA-Cup-matchen mot Manchester City. Han beslutade sig för att göra en comeback under vårsäsongen 2012 för att hjälpa United som har haft problem med att hitta harmoni på mittfältet. Han byttes in under andra halvlek och matchen vann United med 3–2.
Den 12 maj 2013 meddelade Scholes att han definitivt avslutar karriären efter säsongen, i en match som även var Sir Alex Fergusons sista hemmamatch.

## Landslagsmål
| Nr | Datum             | Arena                                    | Motståndare | Mål | Resultat | Tävling                |
| -- | ----------------- | ---------------------------------------- | ----------- | --- | -------- | ---------------------- |
| 1  | 4 juni 1997       | Stade de la Beaujoire, Nantes, Frankrike | Italien     | 2–0 | 2–0      | Tournoi de France 1997 |
| 2  | 10 september 1997 | Wembley Stadium, London, England         | Moldavien   | 1–0 | 4–0      | Kval till VM 1998      |
| 3  | 15 november 1997  | Wembley Stadium, London, England         | Kamerun     | 2–0 | 2–0      | Vänskapsmatch          |
| 4  | 15 juni 1998      | Stade Vélodrome, Marseille, Frankrike    | Tunisien    | 2–0 | 2–0      | VM 1998                |
| 5  | 27 mars 1999      | Wembley Stadium, London, England         | Polen       | 0–1 | 1–3      | Kval till EM 2000      |
| 6  | 27 mars 1999      | Wembley Stadium, London, England         | Polen       | 0–2 | 1–3      | Kval till EM 2000      |
| 7  | 27 mars 1999      | Wembley Stadium, London, England         | Polen       | 1–3 | 1–3      | Kval till EM 2000      |
| 8  | 13 november 1999  | Hampden Park, Glasgow, Skottland         | Skottland   | 0–1 | 0–2      | Kval till EM 2000      |
| 9  | 13 november 1999  | Hampden Park, Glasgow, Skottland         | Skottland   | 0–2 | 0–2      | Kval till EM 2000      |
| 10 | 12 juni 2000      | Philips Stadion, Eindhoven, Holland      | Portugal    | 1–0 | 2–3      | EM 2000                |
| 11 | 28 mars 2001      | Qemal Stafa Stadium, Tirana, Albanien    | Albanien    | 0–2 | 1–3      | Kval till VM 2002      |
| 12 | 25 maj 2001       | Pride Park Stadium, Derby, England       | Mexico      | 0–1 | 0–4      | Vänskapsmatch          |
| 13 | 6 juni 2001       | Olympiastadion, Aten, Grekland           | Grekland    | 0–1 | 0–2      | Kval till VM 2002      |
| 14 | 21 juni 2004      | Estádio da Luz, Lissabon, Portugal       | Kroatien    | 1–1 | 4–2      | EM 2004                |

## Karriärstatistik

### Klubb

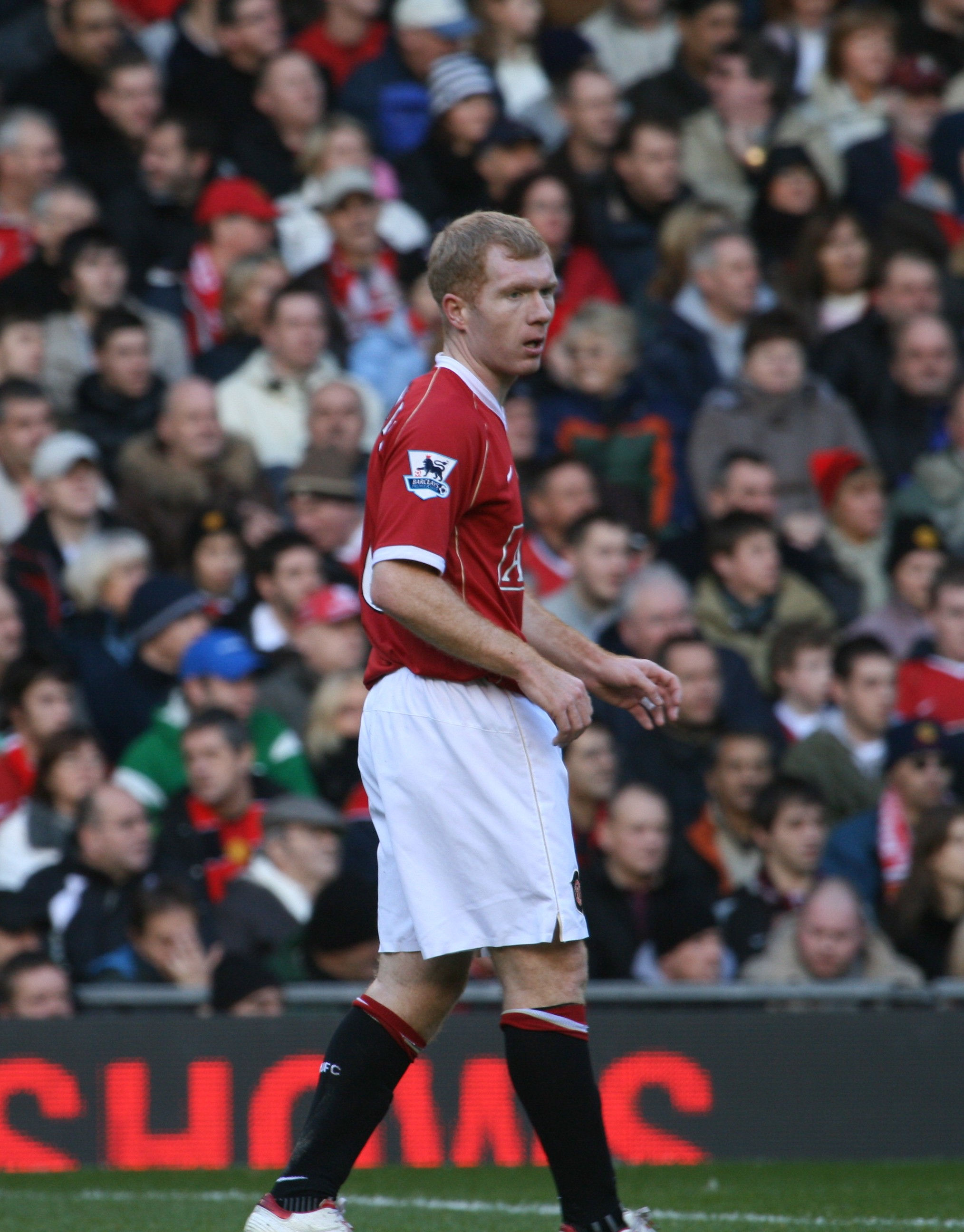
Paul Scholes spelandes för Man United.

| Klubb             | Säsong  | Liga    | Liga | Cup     | Cup | Ligacupen | Ligacupen | Champions League | Champions League | Övrigt  | Övrigt | Totalt  | Totalt |
| Klubb             | Säsong  | Matcher | Mål  | Matcher | Mål | Matcher   | Mål       | Matcher          | Mål              | Matcher | Mål    | Matcher | Mål    |
| ----------------- | ------- | ------- | ---- | ------- | --- | --------- | --------- | ---------------- | ---------------- | ------- | ------ | ------- | ------ |
| Manchester United | 1994–95 | 17      | 5    | 3       | 0   | 3         | 2         | 7                | 0                | 0       | 0      | 25      | 7      |
| Manchester United | 1995–96 | 26      | 10   | 2       | 1   | 1         | 2         | 2                | 1                | 0       | 0      | 31      | 14     |
| Manchester United | 1996–97 | 24      | 3    | 2       | 2   | 2         | 1         | 4                | 0                | 1       | 0      | 33      | 6      |
| Manchester United | 1997–98 | 31      | 8    | 2       | 0   | 1         | 0         | 7                | 2                | 1       | 0      | 42      | 10     |
| Manchester United | 1998–99 | 31      | 6    | 6       | 1   | 1         | 0         | 12               | 4                | 1       | 0      | 51      | 11     |
| Manchester United | 1999–00 | 31      | 9    | –       | –   | 0         | 0         | 11               | 3                | 3       | 0      | 45      | 12     |
| Manchester United | 2000–01 | 32      | 6    | 0       | 0   | 0         | 0         | 12               | 6                | 1       | 0      | 45      | 12     |
| Manchester United | 2001–02 | 35      | 8    | 2       | 0   | 0         | 0         | 13               | 1                | 1       | 0      | 51      | 9      |
| Manchester United | 2002–03 | 33      | 14   | 3       | 1   | 6         | 3         | 10               | 2                | 0       | 0      | 52      | 20     |
| Manchester United | 2003–04 | 28      | 9    | 6       | 4   | 0         | 0         | 5                | 1                | 1       | 0      | 40      | 14     |
| Manchester United | 2004–05 | 33      | 9    | 6       | 3   | 2         | 0         | 7                | 0                | 1       | 0      | 49      | 12     |
| Manchester United | 2005–06 | 20      | 2    | 0       | 0   | 0         | 0         | 7                | 1                | 0       | 0      | 27      | 3      |
| Manchester United | 2006–07 | 30      | 6    | 4       | 0   | 0         | 0         | 11               | 1                | 0       | 0      | 45      | 7      |
| Manchester United | 2007–08 | 24      | 1    | 3       | 0   | 0         | 0         | 7                | 1                | 0       | 0      | 34      | 2      |
| Manchester United | 2008–09 | 21      | 2    | 2       | 1   | 3         | 0         | 6                | 0                | 3       | 0      | 35      | 3      |
| Manchester United | 2009–10 | 28      | 3    | 0       | 0   | 2         | 1         | 7                | 3                | 1       | 0      | 38      | 7      |
| Manchester United | 2010–11 | 14      | 1    | 0       | 0   | 0         | 0         | 2                | 0                | 1       | 0      | 17      | 1      |
| Manchester United | 2011–12 | 17      | 4    | 2       | 0   | 0         | 0         | 2                | 0                | 0       | 0      | 21      | 4      |
| Manchester United | 2012–13 | 14      | 1    | 0       | 0   | 0         | 0         | 2                | 0                | –       | –      | 16      | 1      |
| Total             | Total   | 497     | 107  | 46      | 13  | 21        | 9         | 134              | 26               | 15      | 0      | 713     | 155    |

### Landslaget
| År     | Matcher | Mål |
| ------ | ------- | --- |
| 1997   | 5       | 3   |
| 1998   | 9       | 1   |
| 1999   | 6       | 5   |
| 2000   | 10      | 1   |
| 2001   | 10      | 3   |
| 2002   | 11      | 0   |
| 2003   | 8       | 0   |
| 2004   | 7       | 1   |
| Totalt | 66      | 14  |

## Meriter

### Manchester United
- Premier League (11): 1995–96, 1996–97, 1998–99, 1999–2000, 2000–01, 2002–03, 2006–07, 2007–08, 2008–09, 2010–11, 2012–13
- FA-cupen (3): 1995–96, 1998–99, 2003–04
- Engelska Ligacupen (2): 2008–09, 2009–2010
- FA Community Shield (5): 1996, 1997, 2003, 2008, 2010
- UEFA Champions League (2): 1998–99, 2007–08
- Klubblags-VM (1): 2008
- Interkontinentala cupen (1): 1999